# Tekko Building Main Tower
Le Tekko Building Main Tower (鉃鋼ビルディング本館) est un gratte-ciel construit à Tokyo de 2013 à 2015 dans le district de Chuo-ku.
Il mesure 131 mètres de hauteur et abrite des bureaux sur 26 étages.
Il fait partie du complexe New Tekko Building qui abrite également un immeuble de 99 mètres de hauteur, le Tekko Building South Tower.
L'architecte est la société Mitsubishi Real Estate Co.,Ltd..